# Alianza de Sinyar

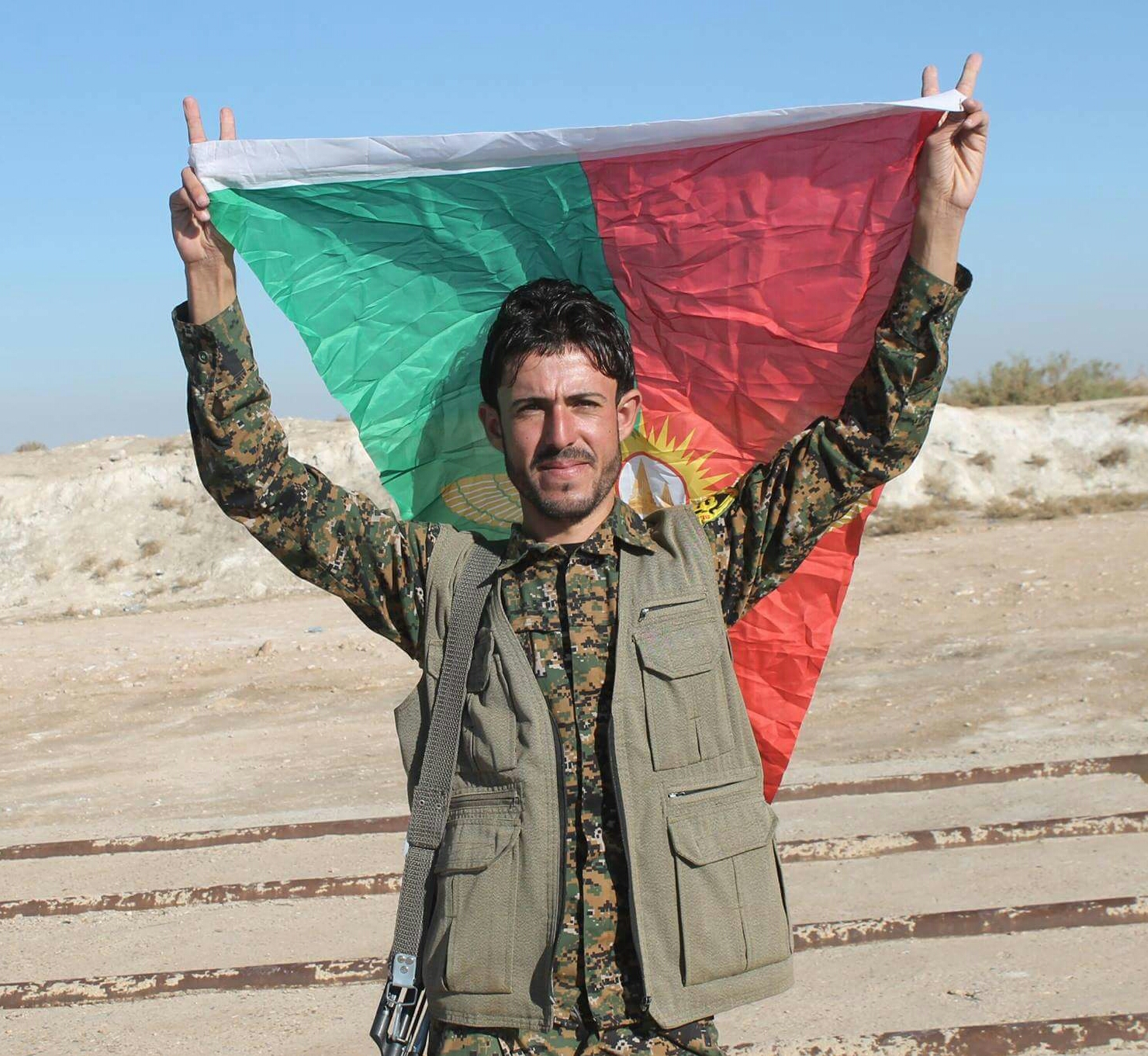
Un combatente de las Unidades de Resistencia de Sinyar con la bandera de esa milicia.

Bandela de la Fuerza de Protección de Sinyar HPÊ

Bandera de las Unidades de las Mujeres de Êzidxan

La Aliança de Sinyar es una coalición que reúne a tres milícias yazidíes: la Fuerza de Protección de Sinyar, las Unidades de Resistencia de Sinyar y las Unidades de las Mujeres de Êzidxan. Las dos últimas milicias están ligadas al Partido de los Trabajadores de Kurdistán.
Esta alianza fue creada en noviembre de 2015 con el objetivo establecer el llamado Confederalismo Democrático y una región autónoma yazidí en el Ezidkhan, dentro del Gobierno Regional del Kurdistán, en Irak. Hay tensiones entre la Alianza de Sinyar y el Gobierno Regional Kurdo, porque el presidente del Kurdistán iraquí, Massoud Barzani, desea controlar completamente Sinyar y ha exigido la retirada de las dos milicias ligadas al Partido de los Trabajadores de Kurdistán.